# Leandro Carré Alvarellos
Leandro Al Carré Alvarellos, nacido en La La Coruña, Galicia, España, el 30 de agosto de 1888 y fallecido en la La Coruña, Galicia, España el 14 de febrero de 1976, fue un escritor español.

## Trayectoria
Fue el cuarto hijo (de once hermanos) de Eugenio Carré Aldao y Purificación Alvarellos Pena. Trabajó en la librería de su padre y después en la litográfica La Artística. Acudió a la escuela de Marcial Miguel de la Iglesia Vázquez y de Eduardo Corral, pero no hizo estudios superiores porque debía ayudar en la economía familiar y ahorrar gastos, ya que la librería de su padre había comenzado su declive. En 1911 fue destinado a la sucursal de la fábrica en Oporto. Después de tres años regresó a La Coruña donde fue oficinista, contador y encargado de varios negocios. Fue redactor en La Coruña de Vida Gallega, colaboró en Coruña Cómica (con el seudónimo "Fabriella") y Tierra Gallega (con el seudónimo "L. de S."). Fue uno de los fundadores de las Irmandades da Fala y colaboró en A Nosa Terra, de la que fue director en la dictadura de Primo de Rivera. En el ámbito teatral dirigió los grupos de teatros de los coros Cántigas de la Tierra y Saudades y entre 1922 y 1926 la Escuela Dramática Gallega, heredera del Conservatorio Nacional de Arte Gallego y fundó la Editorial Lar en 1924. Fue miembro del Seminario de Estudios Gallegos. Cuando murió su hijo Leandro Al Carré Brandariz (1913-1937) en extrañas circunstancias en Asturias, fue a buscarlo con resultados infructuosos, lo detuvieron al volver a La Coruña y pasó cinco meses en la cárcel. Colaboró con la prensa emigrada y del exilio. En 1945 ingresó en la Real Academia Gallega. En el año 2006 Alvarellos Editora publicó Obra inédita e esquecida, con sus obras escritas en 1915 y 1972.

## Obra en gallego

### Narrativa
- Amor malfadado, 1918.
- Cuentos e diálogos, 1918.
- Naiciña, 1925.
- A propia vida, 1925, Lar.

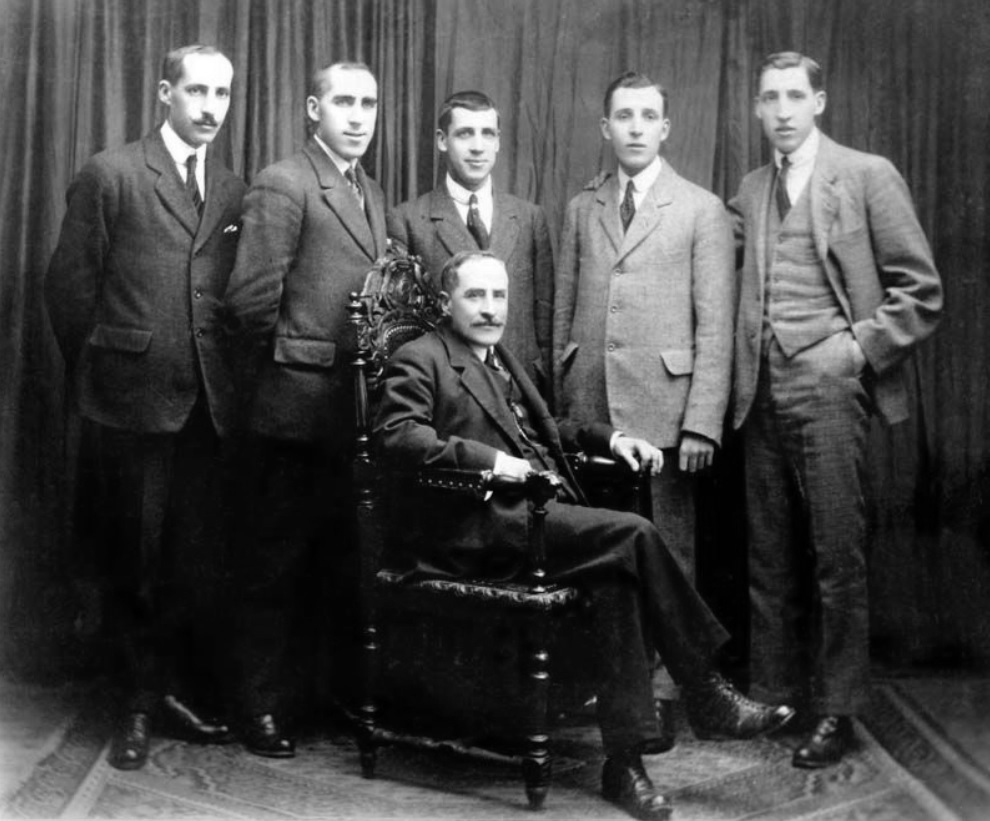
Eugenio Carré Aldao con sus hijos, de izquierda a derecha Gonzalo, Leandro, Uxío, Lois y Carlos.

- O home que deu vida a un morto, 1926.
- O xornal de Mavi, 1927.
- Nos picoutos de Antoín, 1955 (escrita en 1929).
- Contos de pantasmas, 1972.

### Teatro
- Tolerías, 1917.
- Noite de ruada, 1918.
- Rexurdimento, 1918.

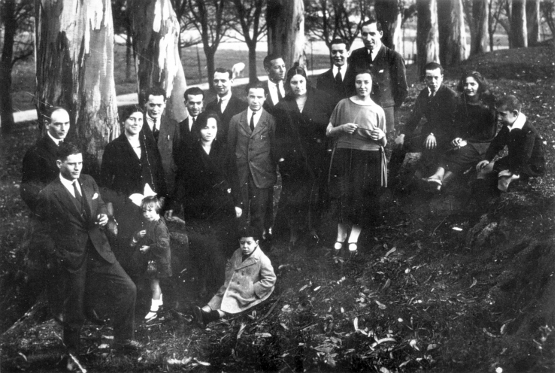
Componentes de la Escuela Dramática Gallega en La Coruña en 1923.

- Pra vivir ben de casados..., 1918.
- Enredos, 1919.
- O engano, 1919.
- O corazón dun pedáneo, 1921.
- Un caso compricado, 1922.
- A venganza, 1922.
- O pecado alleo, 1924.
- Almas en pena, 1957.

### Gramáticas y diccionarios
- Compendio de gramática gallega, 1919.
- Diccionario gallego-castellano I, 1928.
- Diccionario gallego-castellano II, 1931.
- Diccionario gallego-castellano y vocabulario castellano-gallego, 1933, ampliado en 1972.

### Ediciones
- As lendas galegas tradizonaes, 1969, Museu de Etnografia e História, Oporto.

### Traducciones
- Capítulos XXV y XXVI del tomo segundo del Don Quijote de la Mancha, de Miguel de Cervantes, 1975, Real Academia Gallega.

## Obra en castellano
- Gramática gallega, 1967.

- Las leyendas tradicionales gallegas, 1977, Espasa-Calpe, Madrid.